# 踩水
踩水是一種游泳姿势，游泳者身處垂直位置，而且头部要在水面上方。游泳者有時两手還會露出水面拿東西。由于踩水消耗的能量较少，游泳者有時休息時會踩水。